# Кабаки
Кабаки (бел. Кабакі) — агрогородок в Берёзовском районе Брестской области Белоруссии. В составе Первомайского сельсовета. Население — 507 человек (2019). Расположен остановочный пункт Кабаки.

## Этимология
Название-термин: кабак в дореволюционной России — место казённой продажи спиртных напитков.

## География
Агрогородок находится в 15 км к юго-западу от города Берёза. Местность принадлежит к бассейну Днепра, восточнее села протекает канализированная река Чернявка, с сетью мелиоративных канав на ней, из которых осуществляется сток в Ясельду. Через деревню проходит местная автодорога Берёза — Кабаки — Малеч). Севернее села расположена ж/д платформа Кабаки на магистрали Минск — Брест.

## История
В 1563 году Кабаки входили в состав Пружанской экономии. В конце XVI века имение принадлежало Берестейскому воеводству Великого княжества Литовского. В 1716 году в составе  Кабакского войтовства Блуденского староства. 
После третьего раздела Речи Посполитой (1795 год) в составе Российской империи. Екатерина II подарила имение наследникам П. А. Румянцева, которые вскоре перепродали его помещику Павлу Ягмину. В XIX веке владельцами Кабаков стали представители рода Влодко, в начале XX века, как приданое Софьи Владко, имение отошло Витольду Свенцицкому, ставшему его последним владельцем. Сын Витольда Владислав был убит в Катыни. В 1856 году Кабаки в Пружанском уезде Гродненской губернии.
Дворянская усадьба в Кабаках начала создаваться представителями рода Влодко в середине XIX века, затем частично перестроена Свенцицкими.
С 1915 года оккупирована германскими войсками, с 1919 года до июля 1920 года и с августа 1920 года — войсками Польши (в июле—августе временно установлена советская власть). Согласно Рижскому мирному договору (1921) село вошло в состав межвоенной Польши. В 1924 году гмине Малеч Пружанского повета Полесского воеводства. 
С 1939 года в составе БССР. С 1940 года центр Кабаковского сельсовета. В 1941—1944 годах оккупирована немецко-фашистскими захватчиками. Погибли 11 жителей деревни, на фронтах войны — шесть воинов-земляков.
14 апреля 1964 года Кабаковский сельсовет был ликвидирован, деревня присоединена к Блуденскому сельсовету, который 1 августа 1964 года сменил название на Первомайский.

## Население
| Численность населения (по годам) | Численность населения (по годам) | Численность населения (по годам) | Численность населения (по годам) | Численность населения (по годам) | Численность населения (по годам) | Численность населения (по годам) | Численность населения (по годам) | Численность населения (по годам) | Численность населения (по годам) |
| 1886                             | 1897                             | 1905                             | 1924                             | 1940                             | 1959                             | 1970                             | 2005                             | 2009                             | 2019                             |
| -------------------------------- | -------------------------------- | -------------------------------- | -------------------------------- | -------------------------------- | -------------------------------- | -------------------------------- | -------------------------------- | -------------------------------- | -------------------------------- |
| 624                              | ↗802                             | ↗821                             | ↘205                             | ↗698                             | ↗748                             | ↗845                             | ↘633                             | ↘613                             | ↘507                             |

## Достопримечательности
- Памятник односельчанам. Увековечивает память односельчан, погибших в годы Великой Отечественной войны[1].
- Усадьба Влодко-Свенцицких. Усадьба пребывает в запущенном состоянии, здания разрушаются местным совхозом[5]. Разобраны усадебный дом и большое хозяйственное здание. Сохранились жилой дом (1912 год), спиртозавод (XIX век), спиртохранилище (XIX век), конюшня, молочная и фрагменты парка.